# МР-1

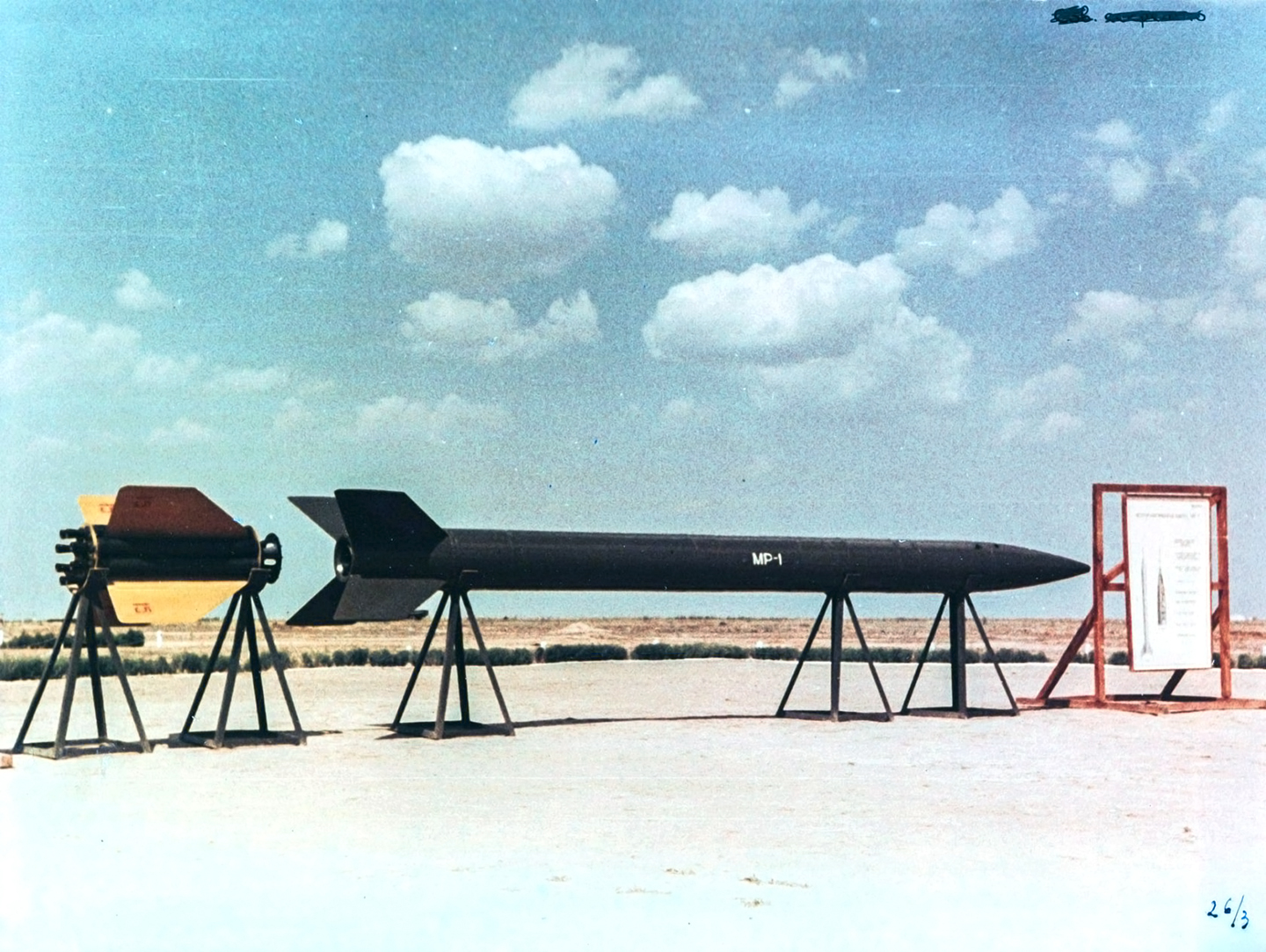
Метеорологическая ракета МР-1

Ракета МР-1 — первая советская метеорологическая ракета.

## История создания
Согласно Постановлению Правительства СССР от 1948 года КБ-2 МСХМ (Надирадзе, Александр Давидович), разработало за три года ракетный комплекс МР-1 с высотой подъема до 90 км (ракета, транспортно-заряжающее оборудование, поверочная и стартовая аппаратура), а НИИ парашютно-десантных средств под руководством О. И. Волкова разработал грузовые парашюты для спасения головных частей и двигательных установок ракеты МР-1.
Конструктор А. М. Касаткин и его молодые коллеги — выпускники физфака МГУ М. Н. Изаков, Г. А. Кокин и другие создали блок датчиков малоинерционных термометров и манометров. Таким образом, впервые в мире был применён прямой метод измерения температуры воздуха при сверхзвуковом полете метеорологической ракеты (американцы до этого использовали данные измерений давления и по ним рассчитывали температуру).

## Описание
МР-1 это неуправляемая жидкостная ракета с аэродинамическими стабилизаторами. ЖРД однокамерный с вытеснительной системой подачи работал на азотной кислоте и керосине. Разработан в КБ А.М.Исаева. Пуск производился по траектории, близкой к вертикали, из вышки ферменной конструкции со спиральными направляющими, придающими ракете вращение вокруг её продольной оси. Вращение позволяло исключить влияние асимметрии тяги двигателей и аэродинамики корпуса ракеты на траекторию полёта. Для увеличения скорости выхода из вышки на ракете устанавливался стартовый ускоритель, представлявший собой связку из нескольких пороховых ракетных двигателей (предположительно от зенитного неуправляемого реактивного снаряда "Стриж" Р-103). По одним данным запуск ускорителя и ЖРД производился одновременно, как на американской ракете Aerobee. Согласно другим источникам, ЖРД включался после выхода ракеты из вышки. Эта версия подтверждается и сохранившимся фотоснимком ракеты МР-1 в полёте.
На высоте около 70 км происходило отделение головной части и раскрытие парашютов для спасения головной части и корпуса ракеты. Головная часть часто продолжала полёт вверх до предельной высоты 80-90 км с открытым парашютом, что устраняло возможность кувырканий, а затем парашютировала вниз. Парашют головной части на нисходящей ветви траектории гасил сверхзвуковую скорость на высоте около 60 км и по его дрейфу (с учетом инерции) определялись скорость и направление ветра.
Замер данных производился как на восходящей ветви траектории, так и на спуске. Скорость приземления не превышала 5-6 м/сек. Ракета могла после заправки использоваться повторно. Информация, полученная в процессе полета, передавалась на наземные станции с помощью радиотелеметрической аппаратуры. В это же время четыре фотоаппарата, размещённые в одной плоскости под углом 90 градусов друг к другу, чтобы оси их объективов были направлены вниз между плоскостями стабилизаторов ракеты, производили синхронную съемку, фиксируя положение головной части в каждый момент времени. Наземный контроль за полетом ракеты и головной части осуществлялся  с помощью кинотеодолитных станций. Затем стал использоваться радиолокационный активный метод для траекторных измерений.

## Технические характеристики
| Полная масса                      | 915 кг                       |
| Двигатели первой ступени          | пороховые                    |
| Двигатель второй ступени          | ЖРД с вытеснительной подачей |
| Компоненты топлива второй ступени | азотная кислота-керосин      |
| Масса второй жидкостной ступени   | 650 кг                       |
| Масса головной части              | 72 кг                        |
| Масса целевой аппаратуры          | 11 кг                        |
| Длина (полная)                    | 8368 мм                      |
| Калибр                            | 435 мм                       |
| Высота подъёма                    | 90 км                        |

## Запуски
В 1952—1959 гг. на станции «Волгоград» (Капустин Яр) произвели несколько десятков успешных пусков МР-1, благодаря которым был накоплен материал по профилям температуры, давления и плотности воздуха до высоты 80 км и ветра до высоты 60 км, что позволило создать в 1962 г. стандартную атмосферу СА-64.

## Результаты
В 1956 г. теория и первые результаты этого метода были опубликованы в журнале «Метеорология и гидрология», а в октябре 1957 г. А. М. Касаткин сделал научный доклад о ракетном метеорологическом зондировании в СССР на Международной конференции по космическим исследованиям в Вашингтоне после запуска первого спутника. Участников конференции удивило все: и запуск ракеты по особой траектории, так что головная часть возвращалась на парашюте практически к месту старта, и спасение двигателей ракеты на парашюте для повторного использования, и прямой метод измерения температуры, считавшийся невозможным для таких скоростей.